# 박예진
박예진(1981년 4월 1일 ~ )은 대한민국의 배우이다.
1999년 영화 《여고괴담 2》로 데뷔했다. 2008년부터 SBS 《패밀리가 떴다》에서 "달콤살벌 예진아씨"라는 별명을 얻으며 많은 사랑을 받았다. 이후 《선덕여왕》에서 열연을 펼치며 톱스타로 부각받기 시작했다. 2011년 3월 3일 배우 박희순과 열애를 공개하여 2015년 6월 공개열애 4년만에 혼인신고를 하였다.

## 작품 목록

### 드라마
- KBS2 청춘드라마 《광끼》(1999)
- MBC 수목드라마 《네 자매 이야기》(2001) - 정유선 역
- MBC 주말연속극 《그대를 알고부터》(2002) - 조혜원 역
- KBS2 특별기획드라마 《장희빈》(2003) - 숙빈최씨 역
- SBS 특별기획 《발리에서 생긴 일》(2004) - 최영주 역
- SBS 주말극장 《작은 아씨들》(2004) - 정혜득 역
- SBS 드라마 스폐셜 《남자가 사랑할 때》(2004) - 서정우 역
- MBC 월화미니시리즈 《환생-넥스트》(2005) - 이수현/최연화/자운영/이정임/금가인 역
- MBC 단막극 《MBC 베스트극장 - 메이, 준》(2005) - 메이 역
- KBS2 주말연속극 《인생이여 고마워요》(2006) - 최윤서 역
- KBS1 대하드라마 《대조영》(2006) - 초린 역
- TVN 《위대한 캣츠비》(2007) - 페르수 역
- OCN 《여사부일체》(2008) - 심상군 역
- KBS2 수목드라마 《미워도 다시 한 번 2009》(2009) - 최윤희 역
- MBC 창사48주년 특별기획드라마 《선덕여왕》(2009) - 천명공주 역
- MBC 수목미니시리즈 《마이 프린세스》(2011) - 오윤주 역
- tvN 월화미니시리즈 《아이 러브 이태리》(2012) - 이태리 역
- MBC 수목미니시리즈 《미스터 백》(2014) - 홍지윤 역
- JTBC 금토드라마 《라스트》(2015) - 서미주 역
- JTBC 금토드라마 《나의 나라》(2019) - 신덕왕후 강씨 역 (3회 ~ 10회까지 출연)
- KBS2 수목드라마 《영혼수선공》(2020) - 지영원 역

### 영화
- 《여고괴담 두번째 이야기》(1999) - 효신 역
- 《여름이야기》(2000) ... 한가을 역
- 《광시곡》(2001) ... 강지영 역
- 《희망이 없으면 불안도 없다》(2001)
- 《뚫어야 산다》(2002) ... 윤아 역
- 《몽정기 2》(2005) ... 성은 언니 역(특별출연)
- 《그녀는 예뻤다》(2008) ... 강연우 역
- 《청담보살》(2009) ... 태랑 역
- 《헤드》(2011) ... 신홍주 역
- 《Mr. 아이돌》(2011) ... 오구주 역
- 《지살》(2012)
- 《조제》(2020) ... 혜선 역

### 예능
- SBS 《실제상황 토요일 - X맨》
- MBC 《타임머신》
- SBS 《일요일이 좋다 - 패밀리가 떴다》(2008)
- SBS 《TV동물농장 - 와일드 하트인 아프리카 편》(2008.9.28. 382회 ~ ) 출연
- SBS 《강심장》(2009) 초대손님

### 뮤직비디오
- k - 가세요 (2004)
- 견우&먼데이키즈 - 진저리 / 거짓말하는 법(2006)
- 비 - Because of you (2006)
- MC 몽 - 미치겠어 (2008)
- 정엽 - You are my lady(2008년)
- 김종국 - 잘해주지마요(2010)
- 윤종신&유희열 - Merry christmas only you (2012)

## 광고
- 롯데 칠성 레쓰비 캔커피
- 아시아나 항공
- 두루넷 (정우성 편지편)
- P&G 위스퍼
- 농심 포테이토칩
- 카프리 맥주 (뉴질랜드편)(2000)
- SK텔레콤 Speed 011(2000)
- 데자와(2002)
- 백세주(2004)
- 캐논 디지털 카메라(2007)
- 베리떼 화장품(2005~2007)
- 베스킨라빈스(2008)
- EnC 패션(2008)
- 삼성 햅틱온(2009)
- 대한적십자사 공익광고(2009)
- 과일나라 화장품(2009)
- 롯데 칠성 내몸에 흐를류(2009)
- VIPS(2009)

지면광고
- 클리오
- D.O.P
- 브랜드
- 하이텔
- 헤라
- opt진
- 태평양 베리떼
- 비트로
- 비오템

## 수상 및 후보
| 연도   | 시상식                      | 부문                             | 작품                   | 결과 |
| ------ | --------------------------- | -------------------------------- | ---------------------- | ---- |
| 2000년 | 제20회 한국영화평론가협회상 | 신인여우상                       | 여고괴담 두번째 이야기 | 수상 |
| 2000년 | 제36회 백상예술대상         | 영화부문 여자 신인연기상         | 여고괴담 두번째 이야기 | 수상 |
| 2007년 | KBS 연기대상                | 최우수 여자연기상                | 대조영                 | 후보 |
| 2008년 | SBS 연예대상                | 네티즌 최고인기상                | 패밀리가 떴다          | 수상 |
| 2009년 | MBC 연기대상                | 우수 여자연기상                  | 선덕여왕               | 후보 |
| 2009년 | KBS 연기대상                | 우수 여자연기상 중편 드라마 부문 | 미워도 다시 한번 2009  | 후보 |
| 2014년 | MBC 연기대상                | 우수 연기상 미니시리즈 부문      | 미스터 백              | 후보 |

## 같이 보기
- 박희순
- 유재석
- 김종국
- 이효리
- 김수로
- 송지효
- 하하
- 송일국
- 최수종
- 김혜수
- 박선영
- 조여정
- 홍수현
- 성유리
- 류수영
- 김태희
- 강호동